# إدواردو رودريغيز
إدواردو رودريغيز (بالإسبانية: Eduardo Rodríguez Fernández)‏ (8 يونيو 1966 شلوقة إسبانيا - ) هو لاعب كرة قدم إسباني يلعب كمهاجم.

## روابط خارجية
- إدواردو رودريغيز على موقع قاعدة بيانات كرة القدم.إي يو (الإنجليزية)
- إدواردو رودريغيز على موقع عالم كرة القدم.نت (الإنجليزية)